# ادوارد سنت آبین
ادوارد سنت آبین (انگلیسی: Edward St Aubyn؛ زادهٔ ۱۴ ژانویهٔ ۱۹۶۰) نویسنده و روزنامه‌نگار اهل بریتانیا است. او به‌خاطر نوشتن مجموعه رمان‌های نیمه‌اتوبیوگرافی پاتریک ملروز معروف است. در سال ۲۰۰۶ رمانِ شیر مادر او برای دریافت جایزهٔ بوکر نامزد شد.